# Sargasové moře
Sargasové moře je součástí Atlantského oceánu a leží v jeho severozápadní části poblíž Bermud. Je ohraničeno oceánskými proudy: ze západu Golfským proudem, ze severu Severoatlantský proud a z jihu Severním rovníkovým proudem.

## Popis

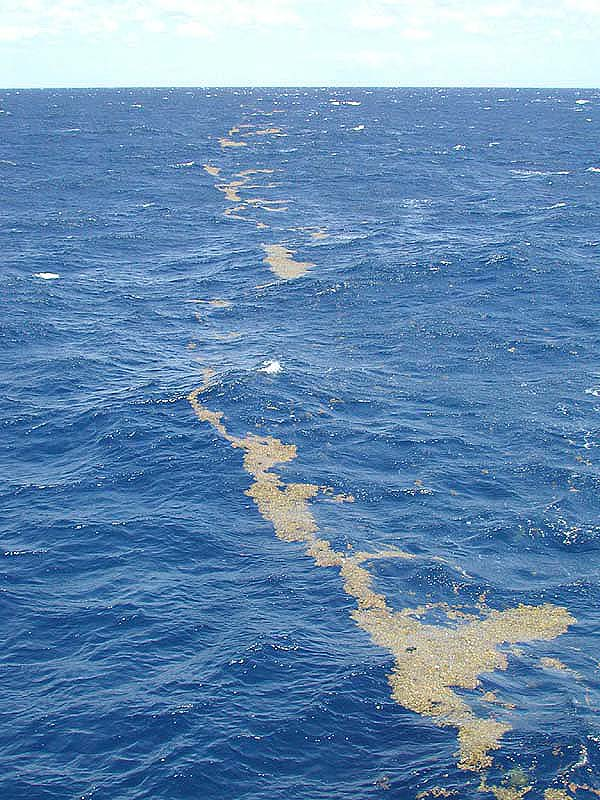
Provazce hroznovice (Sargrassum) v Sargasovém moři

Sargasové moře je velice slané a často je popisováno jako téměř bez života, drtivou většinu rostlinné biomasy zde představují řasy rodu Sargassum, které se zde nacházejí ve velkém množství a daly moři jméno. Tato oblast se také vyznačuje nedostatkem prvku fosforu.

### Životní cyklus úhořů
Sargasové moře je důležité pro životní cyklus úhořů říčních a úhořů amerických, kteří se sem putují vytřít.

## Geografická data
- Rozloha: asi 4 000 000 km²
- Hloubka: průměrná hloubka 5000 m, maximální 7 198 m
- Teplota vody na povrchu: převážně okolo 18–20 °C
- Salinita: 36,5–37 ‰
- Klimatické podmínky: subtropické, ovlivněné teplým Golfským proudem
- Mořské proudy: Golfský proud, Severoatlantský proud, Severní rovníkový proud, Kanárský proud
- Zajímavosti: oblast tření úhořů, část bermudského trojúhelníku
- Významné přístavy: Hamilton
- Významné ostrovy: Bermudy